# Hobgoblin (Ned Leeds)
Edward «Ned» Leeds es un personaje secundario que aparece en los cómics estadounidenses publicados por Marvel Comics. Un personaje secundario del Hombre Araña, fue reportero del Daily Bugle y el esposo de Betty Brant. Leeds es uno de los personajes que aparece bajo el manto del supervillano Hobgoblin, durante mucho tiempo se creyó que era su verdadera identidad. Sin embargo, diez años después de su asesinato, se establece retroactivamente que le lavaron el cerebro para que sirviera como sustituto de Roderick Kingsley y luego lo dejaron para que lo mataran cuando ya no se lo consideró necesario. El personaje fue revivido en una historia de 2018-2022, con Ned y Roderick lavados de cerebro nuevamente por la Reina Duende para servir como Hobgoblins una vez más, al servicio de ella. En sinergia con su adaptación al Universo cinematográfico de Marvel, se reveló que el Hobgoblin de Ned era un hechicero, habiendo entrenado con el Barón Mordo en el arte de la magia del caos que altera la realidad en Symbiote Spider-Man.
Jacob Batalon retrata al personaje en las películas del Universo Cinematográfico de Marvel por Spider-Man: Homecoming (2017), Avengers: Infinity War (cameo, sufrido por el chasquido; 2018), Avengers: Endgame (cameo final) y Spider-Man: Lejos de casa (ambas de 2019) y  The Daily Bugle y Spider-Man: No Way Home (ambas de 2021).

## Historial de publicaciones
Creado por Stan Lee y Steve Ditko, el personaje hizo su primera aparición en The Amazing Spider-Man # 18 (noviembre de 1964). Leeds muere en el Spider-Man contra Wolverine en 1986, escrito por el entonces editor de Spider-Man, Jim Owsley. Tom DeFalco, Ron Frenz y Peter David (de los equipos creativos en los libros en curso de Spider-Man) encontraron esto objetable, diciendo que Owsley no les advirtió que iba a matar a Leeds, entonces un miembro del reparto regular en el libro de Spider-Man, Frenz comentó:

Owsley dejó que Tom [DeFalco] y yo continuáramos con nuestros planes sin decirnos de antemano que iba a matar a Ned. No tuvimos noticias hasta que Spider-Man vs. Wolverine salió que Ned Leeds murió en esa historia. No puedo explicar por qué lo hizo, pero puedo hablar de la forma en que lo hizo. Lo mantuvo como un gran secreto hasta que nos sentimos jodidos."

Leeds se reveló que era el Hobgoblin en The Amazing Spider-Man #289.

## Biografía del personaje ficticio
Ned Leeds fue reportero del Daily Bugle. Él y Peter Parker compiten por los afectos de la secretaria de Daily Bugle, Betty Brant, pero Parker abandona la carrera debido a que Brant no podrá aceptar la doble identidad de Spider-Man. Ganaría directamente cuando Betty entrara en estado de shock después de que J. Jonah Jameson fuera atacado en el Daily Bugle por el Escorpión. Leeds y Brant se casan poco después. Sin embargo, el matrimonio de la pareja a menudo es tenso.
Cuando Spider-Man combate al Hobgoblin, Ned sigue a Hobgoblin a su escondite. Cuando el Hobgoblin se da cuenta de que Ned está presente, Roderick Kingsley (la verdadera identidad del Hobgoblin) lo captura y lo lava el cerebro como chivo expiatorio en caso de ser desenmascarado. Queriendo saber sobre Kingpin, Ned se acerca a Richard Fisk. Al descubrir que Richard odia a su padre, Leeds ayuda a Richard a crear una identidad secreta como el jefe del crimen conocido como la Rosa. Kingsley, queriendo convertirse en el nuevo líder del crimen, quiere que Ned retire el Kingpin de la escena. El lavado de cerebro habitual de Ned por parte de Kingsley hace que su matrimonio y sus relaciones profesionales se desmoronen. Cada vez más mentalmente inestable, Ned impulsa a Betty a buscar consuelo en Flash Thompson. Flash hace declaraciones sobre Hobgoblin, y Kingsley escenifica los eventos para que Flash se revele como el enigmático villano. Mientras tanto, Ned y Richard llegan a un desacuerdo y Ned decide convertir la identidad de Richard como Rose a Kingpin, y Kingsley decide a su vez que Ned ya no es necesario como Hobgoblin. Después de que Flash queda libre de ser Hobgoblin, Kingsley le informa al imperio inframundo de Nueva York que Ned es en realidad Hobgoblin y que pronto viajará a Berlín. Ned y Peter van a una misión en Berlín, y Leeds es asesinado por el extranjero a petición de Jason Macendale como reemplazo del Hobgoblin. Kingpin presenta a Spider-Man fotos de Ned en el traje de Hobgoblin, que había obtenido a través del extranjero. Años más tarde, cuando el Hobgoblin original regresa para eliminar a Macendale, Peter reflexionó sobre la muerte de Ned y que debe haber sido enmarcado como Hobgoblin, ya que los agentes no superhumanos del Foreigner nunca habrían podido vencer a un Duende totalmente activo. Spider-Man y Betty posteriormente provocaron que Hobgoblin confesara al encuadrar a Ned en la cinta.
Durante la historia de Dead No More: The Clone Conspiracy, un clon de Ned Leeds es creado por Ben Reilly (haciéndose pasar por Chacal) y se lo ve en el área de instalaciones de New U Technologies llamada Haven. Se revela que el clon sobrevivió al final del evento y se disfrazó de vagabundo para seguir vigilando a Betty. Se muestra que Betty aún se preocupa por Ned y, aunque todavía no es consciente de su supervivencia, siente que está orgulloso de los logros de Betty. El clon más tarde muere durante un conflicto entre Spider-Man, Rhino, Taskmaster y Black Ant y trata de advertir a Spider-Man de algo después de Betty en un futuro próximo, que se revela como el verdadero Ned Leeds, aparentemente revivió.
En Symbiote Spider-Man: Alien Reality, ambientado antes de la muerte de Ned, se revela que Ned se convirtió en el aprendiz de brujo del Barón Mordo mientras servía como Hobgoblin, entrenándose con él en el arte de la magia del caos que altera la realidad. Al ayudar a Mordo a remodelar la realidad para convertir a Mordo en el Hechicero Supremo, Ned también se convierte en el principal archienemigo de Spider-Man, antes de atraer al trepamuros al Sanctum Sanctorum para luchar contra él, matando a su Tía May frente al tío recién resucitado de Peter. Jurando venganza, Peter se retira a su propio cuerpo, con Venom asumiendo sus funciones para entrenar durante años en una dimensión de bolsillo con Doctor Strange para derrotar a Ned, golpeando al Hobgoblin hasta convertirlo en pulpa mientras su novia, Red Cat, huye, antes de viajar al reino de Pesadilla para devolver la realidad a su estado normal, y como resultado, tanto Peter como Ned pierden sus recuerdos de la "realidad alienígena".
Cuando Spider-Man se encuentra con Kindred en persona durante el arco de "Last Remains", descubre que Kindred había desenterrado los cuerpos de Ned Leeds, Ben Parker, George Stacy, Gwen Stacy, Jean DeWolff y Marla Jameson y los sentó alrededor en una mesa de cena.
A pesar de esto, se revela que Ned estuvo vivo todo el tiempo, su cuerpo se resucitó inmediatamente después de su asesinato debido a que había ingerido la Fórmula Duende de Norman Osborn de antemano. Después de pasar años escondido, acosando a Betty, él se revela a ella y la convence de que lo deje volver a su vida, volver con ella y eventualmente incluso tener un hijo juntos. En "The Hobgoblins' Last Stand", tanto Ned como Kingsley son convertidos nuevamente en Hobgoblins por la Reina Duende, sirviendo como sus ejecutores.
Peter Parker: “Si te preguntas si el Hobgoblin es Ned Leeds o Roderick Kingsley……
…La Respuesta es “Sí”. No es muy divertido, francamente”.

## Poderes y habilidades
Ned Leeds tenía una licenciatura en periodismo y era un maestro del razonamiento deductivo y la investigación. Era un hombre normal que hacía ejercicio con regularidad, que aumentó a niveles más intensivos después de asumir el papel de Hobgoblin. Como Hobgoblin, Ned vestía su uniforme característico y usaba el planeador y el equipo que incluía bombas de  Jack O'Lantern, bates de afeitar y guantes de descarga eléctrica. Sin embargo, no tenía factor de curación ni fuerza sobrehumana, antes de ingerir la Fórmula Duende, después de lo cual desarrolló fuerza, velocidad, reflejos y resistencia sobrehumanos, así como un factor de curación rápida de bajo nivel,este último le permite sobrevivir a heridas de bala que de otro modo serían fatales.

## Otras versiones

### Ultimate Marvel
En el universo de Ultimate Marvel, Ned Leeds es reportero del Daily Bugle y un alcohólico con una relación antagónica con Betty Brant.

### Spider-Man ama a Mary Jane
Ned Leeds aparece en los números 6 y 7 del cómic dramático Spider-Man Loves Mary Jane. En esta continuidad, los personajes son estudiantes de secundaria, y Ned es el novio de Mary Jane Watson, quien rompe con ella para reunirse con su exnovia Betty Brant.

## En otros medios

### Televisión
- Ned Leeds apareció en varios episodios de Spider-Man: The Animated Series, con la voz de Bob Bergen. Esta versión es principalmente un reportero de Daily Bugle.
  - Además, Leeds como Hobgoblin sirve como inspiración parcial para la versión de la serie del personaje, Jason Phillips, con la voz de Mark Hamill.[20]
- Un personaje basado en Ned Leeds, llamado Ned Lee, aparece en The Spectacular Spider-Man, con la voz de Andrew Kishino.[21]Esta versión es un reportero coreano-estadounidense del Daily Bugle que está convencido de que puede descubrir la identidad secreta de Spider-Man y que el Duende Verde está conectado. El también muestra atracción por su compañera de trabajo Betty Brant. Principalmente hace apariciones menores, investigando pistas sobre la identidad de Spider-Man a lo largo de la serie, sobre todo determinando que no puede ser Peter Parker después de que Venom intentara sin éxito descubrir la identidad del héroe.

### Película

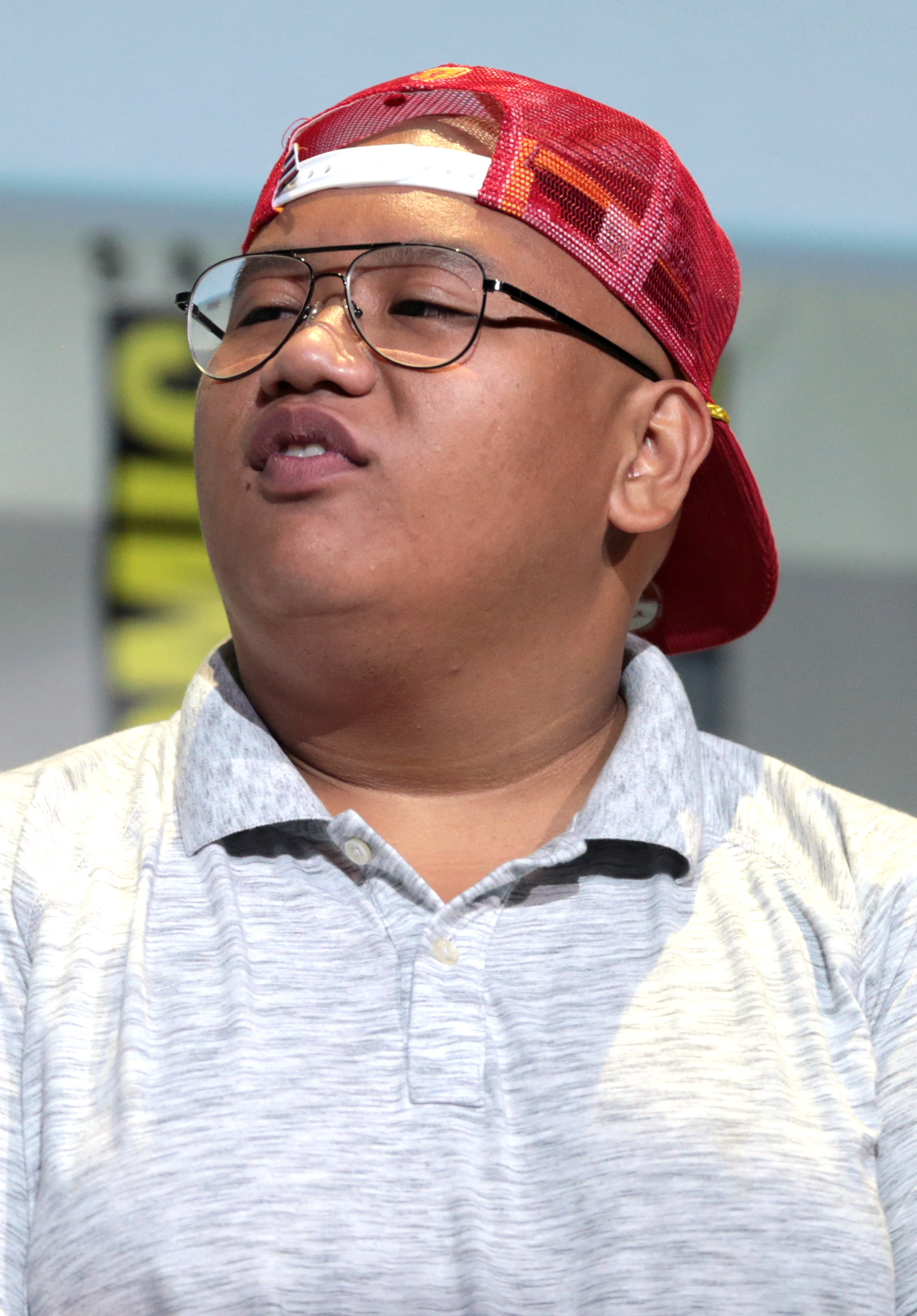
Jacob Batalon interpreta a Ned Leeds en el MCU.

- Ned Leeds aparece en películas ambientadas en Marvel Cinematic Universe (MCU), interpretado por Jacob Batalon. Esta versión es filipino-estadounidense y el mejor amigo de Peter Parker, quien inicialmente desconoce la identidad secreta de este último como Spider-Man y está parcialmente inspirado en Ganke Lee.[22]
  - Apareciendo en Spider-Man: Homecoming (2017),[23]Leeds es un estudiante en la Escuela Midtown de Ciencia y Tecnología junto con Parker, y también es miembro del Equipo de Decatlón Académico. Luego, él descubre la identidad secreta de Parker y comienza a apoyarlo como su autoproclamado "chico en la silla", para ayudarlo en su búsqueda para encontrar y derrotar al Buitre antes de que él pudiera vender armas híbridas de alta tecnología al inframundo criminal.
  - Leeds aparece de cameo en Avengers: Infinity War (2018),[24]ayudando a Parker a distraer a sus compañeros de clase viendo una nave espacial para que este último pueda escapar del autobús escolar y ayudar a los Vengadores.
  - Leeds aparece de cameo en Avengers: Endgame (2019),[25]compartiendo un emotivo reencuentro con Parker luego de su regreso del Blip.
  - En Spider-Man: Lejos de casa (2019),[26]Leeds se involucra románticamente con su compañera de clase Betty Brant a pesar de sus afirmaciones iniciales de ser un soltero durante un viaje escolar a Europa mientras apoya los sentimientos de Parker por MJ. Cuando su viaje se interrumpió debido a la crisis Elemental, Leeds haría todo lo posible para cubrir a Parker mientras investigaba y luchaba contra el perpetrador, Mysterio, para que su identidad secreta como Spider-Man no fuera revelada. Después de que Leeds se enteró de que MJ también descubrió la identidad secreta de Parker, él, MJ y Happy Hogan se unieron junto con Brant y Flash Thompson para escapar de los Drones de Combate de Industrias Stark enviados por Mysterio antes de ser salvados por Spider-Man. Sin embargo, tras el final del viaje, Leeds y Brant se separan mutuamente y siguen siendo amigos.
  - En Spider-Man: No Way Home (2021), Leeds, Parker y MJ tienen problemas para postularse a las universidades después de que Mysterio expone públicamente la identidad de Parker, lo cual provocó que sus reputaciones fueran arruinadas por culpa del villano derrotado. Sin embargo, debido al hechizo fallido del Doctor Strange para hacer que el mundo olvide que Parker era Spider-Man, los villanos de universos alternativos (como el Doctor Octopus, Duende Verde, Hombre de Arena, Lagarto y Electro) se cruzaron con el suyo; Strange encarga a Parker, Leeds y MJ que capturen a los villanos, pero Parker atrapa a Strange en la Dimensión Espejo en un intento de reformar a los villanos. Mientras usan el Anillo Honda de Strange para encontrar a Parker, Leeds y MJ se encuentran con dos versiones de universo alternativo de Parker a los que apodan "Peter-Dos" y "Peter-Tres". Una vez que los tres Spider-Men derrotan y curan a los villanos, las inestabilidades en el hechizo de Strange solo podrían resolverse si todos, incluido Leeds, olvidaran la existencia de Parker. Leeds intercambió una emotiva despedida con Parker antes de que se borraran sus recuerdos de él.[27]Semanas después, Leeds ya no recordaba a Parker y si logro entrar al MIT con MJ.
- Una encarnación del universo alternativo de Ned Leeds de Tierra-65 hace una aparición menor que no habla en Spider-Man: Across the Spider-Verse (2023) como uno de los matones de Peter Parker.[28]

### Videojuegos
- Ned Leeds / Hobgoblin aparece en Spider-Man y el Capitán América en La Venganza del Doctor Doom.
- Ned Leeds / Hobgoblin aparece como jefe en The Amazing Spider-Man.
- Ned Leeds / Hobgoblin aparece en Spider-Man: The Video Game, con la voz de David Hadinger.
- Ned Leeds / Hobgoblin aparece como jefe en The Amazing Spider-Man 2.

### Parque temático
Ned Leeds como el Hobgoblin se puede ver en Universal's Islands of Adventure de The Amazing Adventures of Spider-Man, con la voz de Pat Fraley. Él aparece como miembro del Sindicato Siniestro del Doctor Octopus. Se puede ver un póster para él durante el período de espera del viaje, que lo identifica por su nombre completo, Edward Leeds. En un momento del trayecto, ataca a los invitados con una bomba de calabaza que casi los golpea, pero se detiene gracias a la intervención de Spider-Man, quien ataca a Hobgoblin y lo detiene de lastimar a los invitados. Durante el clímax, él y Scream agarran a Spider-Man, que estaba atacando a los invitados, y los envía a través de la ciudad, antes de ser derrotado cuando el vehículo choca contra su parapente. Él fue visto por última vez palmeado con el resto del Sindicato.